# Моралес, Эрик
Эрик Моралес (исп. Erik Morales; 1 сентября 1976, Тихуана, Нижняя Калифорния, Мексика) — мексиканский боксёр-профессионал, выступавший в легчайшей и полулёгкой весовых категориях. Чемпион мира во 2-й легчайшей (версия WBC, 1997—2000; версия WBO, 2000), полулёгкой (версия WBC, 2001—2002 и 2002—2003), 2-й полулёгкой (версия WBC, 2004) и 1-й полусредней (версия WBC, 2011) весовых категориях. В целом, победил 18 боксёров за титул чемпиона мира в четырёх весовых категориях.

## Профессиональная карьера
Дебютировал в марте 1993 года.
В сентябре 1997 года нокаутировал чемпиона мира во 2-м легчайшем весе по версии WBC Дэниела Сарагосу.
В сентябре 1998 года нокаутировал Джуниора Джонса.
В феврале 2000 года Моралес победил раздельным решением судей Марко Антонио Барреру.

#### 2 сентября2000Эрик Моралес —Кевин Келли
- Место проведения:  Дон Хэскинс Центр, Эль-Пасо, Техас, США
- Результат: Победа Моралеса техническим нокаутом в 7-м раунде в 12-раундовом бою
- Статус: Чемпионский бой за временный титул WBC в полулёгком весе
- Рефери: Лоуренс Коул
- Счет судей: Роберт Гонсалес (60—52), Джерри Рот (60—53), Пабло Скарко (59—54) — все в пользу Моралеса; по данным HBO имя Скаро — Пабло, по данным BoxRec — Паоло
- Время: 2:30
- Вес: Моралес 57,15 кг; Келли 57,20 кг
- Трансляция: HBO
- Счёт неофициального судьи: Харольд Ледерман (60-53 Моралес)

В сентябре 2000 года состоялся бой за временный титул WBC в полулёгком весе между Эриком Моралесом и Кевином Келли. Полноценный чемпион Гути Эспадес был травмирован. В середине 5-го раунда Моралес прижал противника к канатам и провёл двойку в челюсть. Затем мексиканец выбросил правый кросс в корпус, левый кросс в голову и правый хук в челюсть. Келли упал на настил. Он поднялся на счет 7. Моралес попытался добить противника, но безуспешно — Келли смог отбегаться. В середине 7-го раунда мексиканец начал безостановочно бомбить хуками челюсть противника. Келли зашатался и в итоге рухнул на канвас. Он поднялся на счет 9. Моралес кинулся его добивать. Американец начал спасаться. Он прижался к канатам и стал принимать удары на блок. В конце раунда Моралес провёл левый хук в голову, затем правый и ещё два подряд левых. Келли немного зашатался, и тут рефери встал между противниками и прекратил поединок. Американец был недоволен остановкой.
В феврале 2001 года Моралес победил чемпиона мира в полулёгком весе по версии WBC Гути Эспадаса младшего.
В июне 2002 года в реванше Марко Антонио Баррера победил Эрика Моралеса. После этого боя Моралес поднялся в полулёгкий вес.
В ноябре 2002 года в бою за вакантный титул WBC в полулёгком весе Моралес победил Поли Айялу.
В феврале 2004 года Моралес победил чемпиона мира в полулёгком весе по версии WBC Хесуса Чавеса.
В июле 2004 года он победил Карлоса Эрнандеса.
В ноябре 2004 года Моралес в 3-й раз встретился с Марко Антонио Баррерой. Решением большинства судей Баррера победил.

## 19 марта2005Мэнни Пакьяо—Эрик Моралес
- Место проведения:  Эм-Джи-Эм Гранд, Лас-Вегас, Невада, США
- Результат: Победа Моралеса единогласным решением в 12-раундовом бою
- Статус: Рейтинговый бой
- Рефери: Джо Кортес
- Счет судей: Пол Смит (113—115), Дэйв Моретти (113—115), Чак Джиампа (113—115) — все в пользу Моралеса
- Вес: Пакьяо 58,70 кг; Моралес 59,00 кг
- Трансляция: HBO PPV
- Счёт неофициального судьи: Харольд Ледерман (112—116 Моралес)

В марте 2005 года Эрик Моралес встретился с филиппинцем Мэнни Пакьяо. Бой был открытым и получился очень зрелищным. В середине 5-го раунда произошло столкновение головами, в результате чего филиппинец получил рассечение над левым глазом. Рефери приостановил бой и вызвал врача. Доктор осмотрел боксёра и разрешил продолжить бой. По окончании поединка судьи единогласным близким решением объявили победителем Моралеса.
В сентябре 2005 года мексиканец неожиданно проиграл Захиру Рахиму.

## 21 января2006Мэнни Пакьяо—Эрик Моралес (2-й бой)
- Место проведения:  Томас энд Мэк Центр, Лас-Вегас, Невада, США
- Результат: Победа Пакьяо техническим нокаутом в 10-м раунде в 12-раундовом бою
- Статус: Отборочный бой за титул WBC во 2-м полулёгком весе
- Рефери: Кенни Бейлесс
- Счет судей: Джерри Рот (87—84), Дэйв Моретти (86—85), Пол Смит (87—84) — все в пользу Пакьяо
- Время: 2:33
- Вес: Пакьяо 58,30 кг; Моралес 59,00 кг
- Трансляция: HBO PPV
- Счёт неофициального судьи: Харольд Ледерман (86—85 Пакьяо)

В январе 2006 года состоялся реванш между Эриком Моралесом и Мэнни Пакьяо. В конце 10-го раунда Пакьяо провёл левый кросс в голову, и Моралес упал на канвас. Он с трудом встал на счёт 9. Пакьяо сразу же выбросил серию ударов в голову, после которых Моралес во 2-й раз упал. На этот раз рефери считать не стал и сразу же остановил бой. Моралес не спорил.

## 18 ноября2006Мэнни Пакьяо—Эрик Моралес (3-й бой)
- Место проведения:  Томас энд Мэк Центр, Лас-Вегас, Невада, США
- Результат: Победа Пакьяо нокаутом в 3-м раунде в 12-раундовом бою
- Статус: Рейтинговый бой
- Рефери: Вик Дракулич
- Время: 2:57
- Вес: Пакьяо 58,50 кг; Моралес 58,50 кг
- Трансляция: HBO PPV
- Счёт неофициального судьи: Харольд Ледерман (20-17 Пакьяо)

В ноябре 2006 года состоялся 3-й бой между Эриком Моралесом и Мэнни Пакьяо. В середине 2-го раунда Моралес пошёл в атаку и пропустил встречный правый хук в челюсть, после чего опустился на колено. Он сразу же поднялся. Пакьяо не стал форсировать события. Последние 10 секунд раунда прошли в жёстком размене. В середине 3-го раунда Пакьяо выбросил короткий правый хук в челюсть. Моралес пошатнулся. Пакьяо зажал его у канатов и выбросил несколько серий в голову. Моралес смог уйти от канатов и спиной пошёл через весь ринг. Пакьяо провёл серию в голову, а затем выбросил левый хук в челюсть. Моралес упал. Он поднялся. Пакьяо кинулся его добивать, но Моралес принялся контратаковать. Оба пошли в размен, в котором больше преуспел филиппинец. Вскоре мексиканец перестал отвечать на удары и лишь пытался уходить от атак Пакьяо. Он вновь пошёл спиной через ринг. Пакьяо правым кроссом пробил ему прямо в челюсть. Моралес сел на канвас. Затем, слегка покачав головой, он поднялся. Рефери к тому времени уже досчитал до 10 и остановил бой.

## 4 августа2007Дэвид Диас —Эрик Моралес
- Место проведения:  Allstate Arena, Роузмонт, Иллинойс, США
- Результат: Победа Диаса единогласным решением в 12-раундовом бою
- Статус: Чемпионский бой за титул WBC в лёгком весе (1-я защита Диаса)
- Рефери: Бенджи Эстевес мл.
- Счет судей: Хеминио Куэвас Коллацо 114—113; Роберт Хекко 115—113; Нобуаки Уратани 115—112 — Все в пользу Диаса
- Вес: Диас 60,70 кг; Моралес 61,20 кг
- Трансляция: Top Rank

В августе 2007 года Моралес поднялся в лёгкий вес и встретился с обладателем титула WBC Дэвидом Диасом. С первых секунд боя Диас набросился на противника, но неожиданно пропустил удар правой Моралеса и оказался на полу. Дальнейшие раунды проходили в обоюдных обменах. Диас выступал агрессором, но Морелесу хорошо удавалось работать на контратаках. К концу 6-го раунда правый глаз Дэвида был практически закрыт гематомой. Тем не менее, Диас очень хорошо провёл 7-й раунд, когда смог запереть Моралеса у канатов. Аналогичная ситуация повторилась в следующем раунде. Моралес провёл большую часть 9-го раунда в центре ринга и неплохо выглядел в 10-й и 11-й трехминутках. На 12-й раунд Диас вышел как на свой последний раунд в жизни. По окончании поединка судьи единогласно с небольшим перевесом отдали предпочтение действующему чемпиону: 114—113, 115—112, 115—113. Таким образом, Моралесу не удалась его попытка стать первым мексиканцем, который становился обладателем титула чемпиона мира в четырёх весовых категориях. После боя Морелес объявил о завершении своей боксёрской карьеры.

## 27 марта2010Эрик Моралес —Хосе Альфаро
- Место проведения:  Arena Monterrey, Монтеррей, Нуэво-Леон, Мексика
- Результат: Победа Моралеса единогласным решением в 12-раундовом бою
- Статус: Чемпионский бой за вакантный интернациональный титул WBC в полусреднем весе
- Рефери: Джон Шорл
- Счет судей: Хосе Хуан Герра 117—111; Мигель Акуна 116—112; Дэвид Мендоза 116—112 — Все в пользу Моралеса
- Вес: Моралес 66,70 кг; Альфаро 66,70 кг
- Трансляция: 5+ (мексиканский канал)

В конце 2009 года Эрик Моралес заявил о своем возвращении в бокс. В марте 2010 года состоялся его бой с никарагуанцем Хосе Альфаро. Бой проходил в полусреднем весе, на кону стоял вакантный интернациональный титул WBC. Поединок прошёл в лучших традициях прежнего Моралеса, который шёл в постоянные размены с Альфаро, пропуская и нанося множество ударов. По итогам 12-ти раундов все судьи отдали предпочтение Моралесу: 117—111 и дважды 116—112.

## 11 сентября2010Эрик Моралес —Вилли Лаймонд
- Место проведения:  Monumental Plaza de Toros, Мехико, Мексика
- Результат: Победа Моралеса нокаутом в 6-м раунде в 12-раундовом бою
- Статус: Чемпионский бой за вакантный Серебряный титул WBC в 1-м полусреднем весе
- Рефери: Джей Нейди
- Время: 2:46
- Вес: Моралес 64,90 кг; Альфаро 64,90 кг
- Трансляция:

В сентябре 2010 года Моралес вышел на ринг против британца Вилли Лаймонда. В первых раундах Эрик выглядел не самым лучшим образом, но потом освоился и в 6-м раунде трижды отправлял соперника на канвас ударами в туловище. Когда шотландец, скорчившись от боли, в третий раз за раунд опустился на канвас после левого крюка в область печени, рефери остановил бой без отсчета.

### 18 декабря2010Эрик Моралес —Франсиско Лоренсо
- Место проведения:  Caliente Racetrack, Тихуана, Нижняя Калифорния, Мексика
- Результат: Победа Моралеса единогласным решением в 12-раундовом бою
- Статус: Чемпионский бой за Серебряный титул WBC в 1-м полусреднем весе
- Рефери: Лу Морет
- Счет судей: Рауль Каис ст. 116—111; Зак Янг 115—112; Рауль Каис мл. 114—113 — Все в пользу Моралеса
- Вес: Моралес 63,50 кг; Лоренсо 62,90 кг
- Трансляция:

В декабре 2010 года Моралес встретился с доминиканцем Франсиско Лоренсо. В течение боя Моралес наносил более тяжелые удары. Лоренсо, несмотря на то, что уступал Моралесу в росте и размахе рук, работал весь бой первым номером и старался навязать размены ударами. В 5-м раунде Франсиско побывал в нокдауне, но при этом не был потрясен. К финальным раундам боксёры на радость зрителям перешли в открытое выяснение отношений. Итоговый счет судей: 116—111, 114—113 и 115—112 в пользу Моралеса.

## 9 апреля2011Эрик Моралес —Маркос Рене Майдана
- Место проведения:  Эм-Джи-Эм Гранд, Лас-Вегас, Невада, США
- Результат: Победа Майданы решением большинства в 12-раундовом бою
- Статус: Чемпионский бой за временный титул WBA в 1-м полусреднем весе
- Рефери: Тони Уикс
- Счёт судей: Ричард Хоук 114—114; Джерри Рот 116—112 — Майдана; Адалаид Берд 116—112 — Майдана
- Вес: Моралес 63,50 кг; Майдана 63,50 кг
- Трансляция: HBO PPV

В апреле 2011 года Моралес вышел на ринг против известного аргентинского панчера Маркоса Рене Майданы. На кону стоял временный титул WBA в 1-м полусреднем весе. В 1-м раунде Моралес получил серьёзное рассечение на правом глазу, который ещё до гонга был почти закрыт отеком. Во 2-м раунде Эрик потряс Маркоса, но на фоне доминирования аргетинца этого было очень мало. 3-й раунд рубки ушёл Эрику, несколько разогревшемуся и наловчившемуся использовать в свою пользу «размашистость» визави. 4-й раунд был равным, но отошёл Майдане за счёт количества. Но уже в 5-й трёхминутке Моралес показал былой класс, красиво взяв его в рубке за счёт гораздо лучшей техники и, как следствие, аккуратности с ударами. 6-й и 7-й раунды были равными: Майдана брал за счёт навалы, Моралес же был более скупым, но точным. Но уже в 8-м раунде Эрик сильно потряс уставшего оппонента хуком слева, деклассируя Майдану по всем параметрам. 9-й раунд снова был равным — Майдана восстановился и выровнял бой. В 10-м раунде Моралес бил уставшего аргентинца практически на выбор, но в конце пропустил серьёзную атаку, и 11-й раунд провёл на отдыхе, отдав его сумбурно атакующему Майдане. 12-й раунд был рубкой на встречных курсах. Формальный счет судей оказался таким: 114—114 и 116—112 (дважды) в пользу Майданы. Моралес заявил после боя, что категорически не согласен с официальным вердиктом.

## 17 сентября2011Эрик Моралес —Пабло Сесар Кано
- Место проведения:  Эм-Джи-Эм Гранд, Лас-Вегас, Невада, США
- Результат: Победа Моралеса техническим нокаутом после 10-го раунда в 12-раундовом бою
- Статус: Чемпионский бой за вакантный титул WBC в 1-м полусреднем весе
- Рефери: Кенни Бэйлесс
- Время: 3:00
- Вес: Моралес 63,50 кг; Кано 63,50 кг
- Трансляция: HBO PPV

В сентябре 2011 года Моралес должен был сразиться с аргентинцем Лукасом Мартином Маттиссе за вакантный титул WBC в 1-м полусреднем весе, однако во время подготовки к бою Маттиссе получил травму и за неделю до боя ему была найдена замена в лице молодого мексиканца Пабло Сесара Кано. Первые два раунда за счёт большей точности в работе джебом и преимущества в скорости взял Кано, но уже в 3-й трехминутке Эрик пристрелялся, а 4-ю потратил на то, чтобы авторитетно гонять уже «посеченного» и пару раз потрясённого оверхэндами Кано по рингу. В 5-м раунде гораздо более быстрый Кано выравнял ситуацию, даже потряс ветерана, хотя поединок в стиле открытой драки чаще был на руку Моралесу, а 6-й раунд снова остался за Эриком, оказавшимся более точным в работе передней рукой. 7-й временной отрезок опять ушёл наседающему на «старика» Пабло Сесару, 8-й и 9-й — очень уверенно — Моралесу, не единожды отбрасывавшему голову соперника коронным правым кроссом. Гематома и «сечка» на левом глазу Кано ухудшались с каждым раундом, и после избиения, которое учинил Пабло Сесару ветеран в 10-м раунде, угол Кано по настоянию доктора остановил поединок. Победа Моралеса техническим нокаутом в 10-м раунде принесла ему историческое достижение: титул в 4-й весовой категории. Поединок проходил в рамках шоу, организованного телеканалом HBO, главным событием которого был бой Флойд Мейвезер — Виктор Ортис.

## 24 марта2012Эрик Моралес —Дэнни Гарсия
- Место проведения:  Reliant Arena, Хьюстон, Техас, США
- Результат: Победа Гарсии единогласным решением в 12-раундовом бою
- Статус: Чемпионский бой за вакантный титул WBC в 1-м полусреднем весе
- Рефери: Лоуренс Коул
- Счет судей: Орен Шелленбергер 117—110; Марк Грин 116—112; Сэмюэл Конде Лопес 118—109 — Все в пользу Гарсии
- Вес: Моралес 64,40; Гарсия 63,30
- Трансляция: HBO

В марте 2012 года Моралес встретился с обязательным претендентом американцем Дэнни Гарсией. На взвешивании перед боем Моралес не смог уложиться в рамки 1-го полусреднего веса и был лишён принадлежащего ему титула WBC, который стал вакантным и был поставлен на кон в этом бою только для Гарсии. Первые 8 раундов получились конкурентными. Моралесу удавалось работать на контратаках, а Гарсии наносить более тяжёлые удары и больше попадать. Но в финальной части противостояния лидер вырисовался уже четко: в 11-м раунде Гарсии удалось вытянуть Моралеса в размен и, проведя несколько точных левых боковых, отправить его в нокдаун. Эрик продержался до конца раунда, но финальную трехминутку тоже отдал сопернику. Заслуженность победы Дэнни никем не оспаривалась: 116—112, 117—110 и 118—109. Дэнни Гарсия стал новым чемпионом мира в 1-м полусреднем весе.

## 20 октября2012Дэнни Гарсия —Эрик Моралес (2-й бой)
- Место проведения:  Barclays Center, Бруклин, Нью-Йорк, Нью-Йорк (штат), США
- Результат: Победа Гарсии нокаутом в 4-м раунде в 12-раундовом бою
- Статус: Чемпионский бой за титул WBC в 1-м полусреднем весе (2-я защита Гарсии); чемпионский бой за «супертитул» WBA в 1-м полусреднем весе (1-я защита Гарсии)
- Рефери: Бенджи Эстевес
- Время: 1:23
- Вес: Гарсия 63,40 кг; Моралес 63,20 кг
- Трансляция: Showtime

В октябре 2012 года состоялся реванш между Эриком Моралесом и Дэнни Гарсией. После двух равных стартовых раундов, в конце 3-й трехминутки Гарсии удалось потрясти Моралеса попаданием справа, но гонг не позволил чемпиону развить преимущество. Однако, за время минутного перерыва Эрик так и не успел полностью восстановиться, и в 4-м раунде Дэнни удалось провести убойный левый боковой, отправивший Моралеса в нокаут.